# Policía Auxiliar Bielorrusa
La Policía Auxiliar Bielorrusa (en bielorruso: Беларуская дапаможная паліцыя; en alemán: Weißruthenische Hilfspolizei) fue establecida en julio de 1941. Dotada de personal local, tenía funciones similares a las de la Ordnungspolizei (OrPo) alemana en los territorios ocupados. Las actividades del cuerpo fueron supervisadas por departamentos de policía de defensa, comandantes locales y comandantes de la guarnición. Las unidades consistían en un oficial de policía por cada 100 habitantes rurales y un oficial de policía por cada 300 habitantes urbanos. La PAB estaba del servicio de guardia que incluía tanto los puestos fijos como móviles. Estaba subordinado al liderazgo de la policía de defensa.

## Actividades

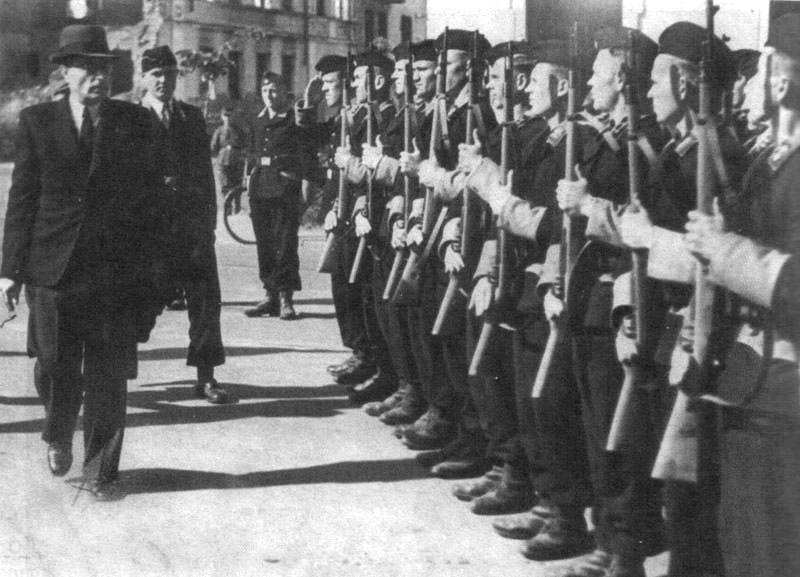
Radasłaŭ Astroŭski pasando inspección a la Policía Auxiliar Bielorrusa.

La Policía Auxiliar Bielorrusa participó en masacres de civiles en aldeas en el territorio de la actual Bielorrusia usando para ello la excusa de las acciones de los partisanos. El papel de los policías locales fue crucial en la totalidad de los procedimientos, ya que solo ellos -escribía Martin Dean- conocían la identidad de los judíos.
Los batallones de la policía alemana y los Einsatzgruppen llevaron a cabo la primera ola de asesinatos. Las acciones de pacificación se llevaron a cabo utilizando guardias auxiliares bielorrusos experimentados en redadas (como en Hómel, Mazyr, Kalinkowicze o Korma). La policía bielorrusa asumió un papel secundario en la primera etapa de los homicidios. Los judíos en el gueto fueron controlados y brutalizados antes de las ejecuciones en masa (como en Dobrusz, Czeczersk o Żytkowicze). Después de un tiempo, la PAB, al estar compuesta por lugareños, no solo llevó a los judíos fuera de los guetos a lugares para masacrarlos sino que también participó activamente en las ejecuciones. Tal táctica fue exitosa (sin mucho esfuerzo) en lugares donde la eliminación de los judíos se llevó a cabo a principios de septiembre, y durante octubre y noviembre de 1941. En el invierno de 1942, se utilizó una táctica diferente: las redadas de asesinatos en Żłobin, Petryków, Streszyn o Czeczersk.
El papel de la PAB en los homicidios se hizo particularmente notorio durante la segunda ola de las acciones de liquidación del gueto, comenzando en febrero-marzo de 1942. Sin embargo, se sabe poco sobre los detalles de las atrocidades cometidas por la Policía Auxiliar en el gran número de pequeñas comunidades en los territorios de Polonia anexionadas por la Alemania Nazi y en la Bielorrusia Soviética porque no se reconoce la participación de la PAB en el Holocausto. El artículo 28 de la Constitución de la República de Bielorrusia, en virtud de los "Procedimientos que rigen el acceso a documentos que contienen información relativa a la vida secreta de ciudadanos privados" (agregado en julio de 1996), niega el acceso a información sobre bielorrusos que sirvieron con los nazis.
Durante la Operación Cottbus que comenzó el 20 de mayo de 1943 en las áreas de Begoml, Lépiel y Ushachy, varios batallones de la Policía Auxiliar Bielorrusa participaron en el asesinato masivo de civiles desarmados (predominantemente judíos), junto con el SS-Sturmbrigade Dirlewanger y otras unidades. Éstos incluían el 46. Batallón Bielorruso de Novogrodek, el 47. Batallón Bielorruso de Minsk, el 51. Batallón Bielorruso de Volozhin y el 49. Batallón Bielorruso de Minsk.